# As (carta)

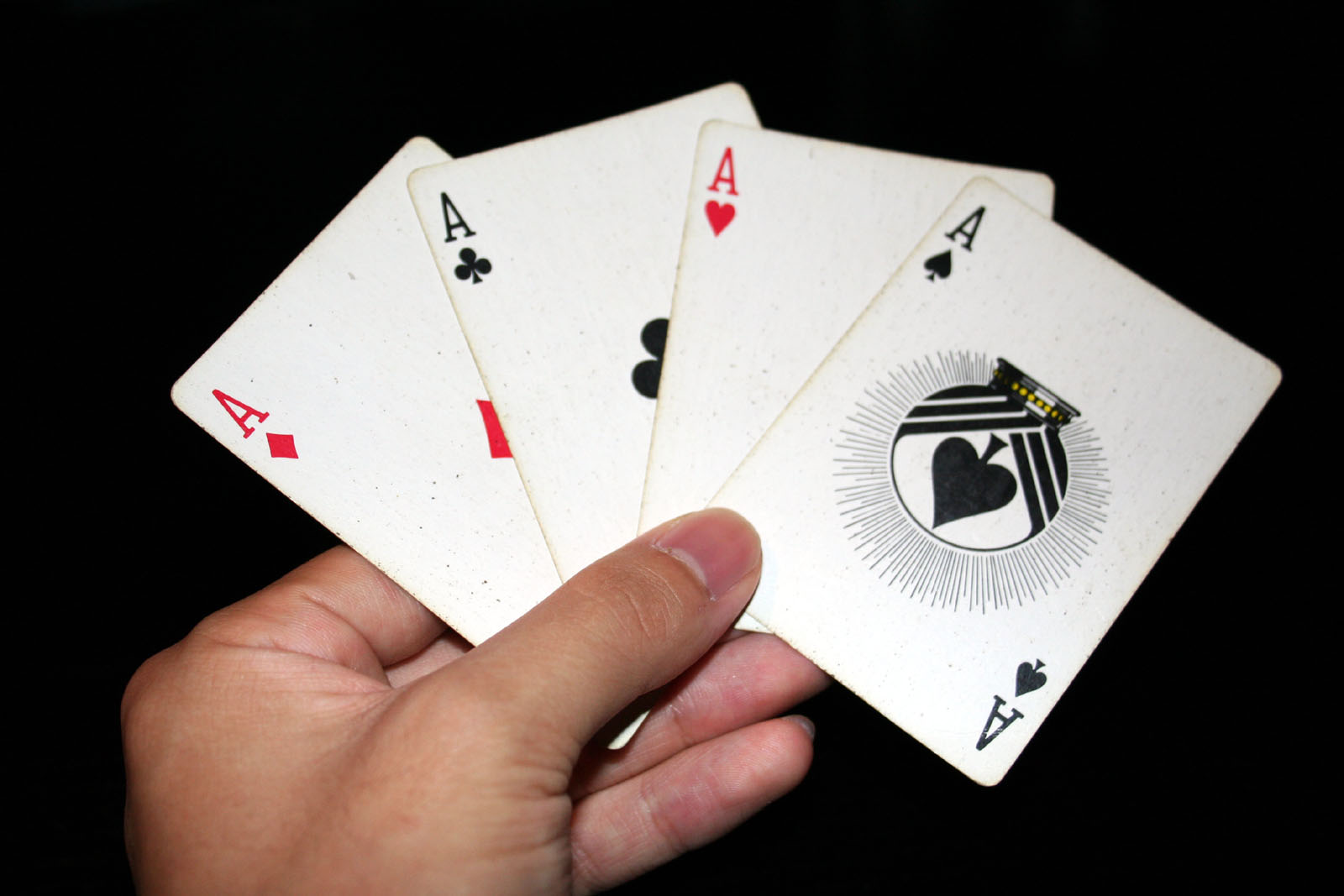
Asos de la baralla francesa

L'As és la carta amb el número u. La paraula as prové del llatí que era una moneda romana. També vol dir la cara del dau marcada amb un punt.
A la carta as només hi ha un símbol. A la baralla espanyola hi ha quatre asos amb el símbols d'oros, d'espases, de bastos i de copes. A la baralla francesa l'as és una carta amb un dels símbols del colls i una A en loc d'un 1. Els colls són els cors (♥), els diamants (♦), les piques (♠), i els trèvols (♣).
Històricament, l'as era el valor més baix dins de la baralla de cartes, i encara l'és en molts jocs. Encara que alguns jocs és la carta amb més punts. A la llista següent hi ha la puntuació de l'as en diferents jocs de cartes.
- Joc de la botifarra; és la segona amb més puntuació, val quatre punts.
- Brisca; és la carta amb més puntuació, val onze punts.
- Manilla; és la segona carta amb més valor.
- Blackjack; pot valer 1 o 11.
- Pòquer és la carta de major puntuació.

La carta as, tècnicament representa el nombre més petit, però a molts jocs de cartes és la carta que té més valor. La causa és que durant la Revolució Francesa, l'as representava l'home únic i com a símbol en molts jocs el van posar a sobre del rei. Consideraven que si no podien enderrocar el rei, el subvalorarien en els seus jocs de cartes.